# Clemens August von Korff gen. Schmising
Clemens August Freiherr von Korff gen. Schmising (* 9. Mai 1777; † 7./8. Juni 1843) war preußischer Kammerherr, Landrat und Domherr in Münster.

## Leben
Clemens August von Korff gen. Schmising entstammte dem westfälischen Adelsgeschlecht von Korff. Er war der Sohn des Karl Mauritz von Korff zu Harkotten und dessen Gemahlin Sophia Antonetta Josepha Bernhardina von Boeselager zu Eggermühlen, die am 25. November 1768 einen Ehevertrag geschlossen hatten.
Im Jahre 1796 erhielt er eine münstersche Dompräbende, nachdem der Dompropst Theodor Werner von Bocholtz verzichtet hatte. Clemens August hatte keine höheren Weihen empfangen. Er war auch Domherr in Halberstadt und zuletzt preußischer Kammerherr und Landrat.